# Caffè Tommaseo

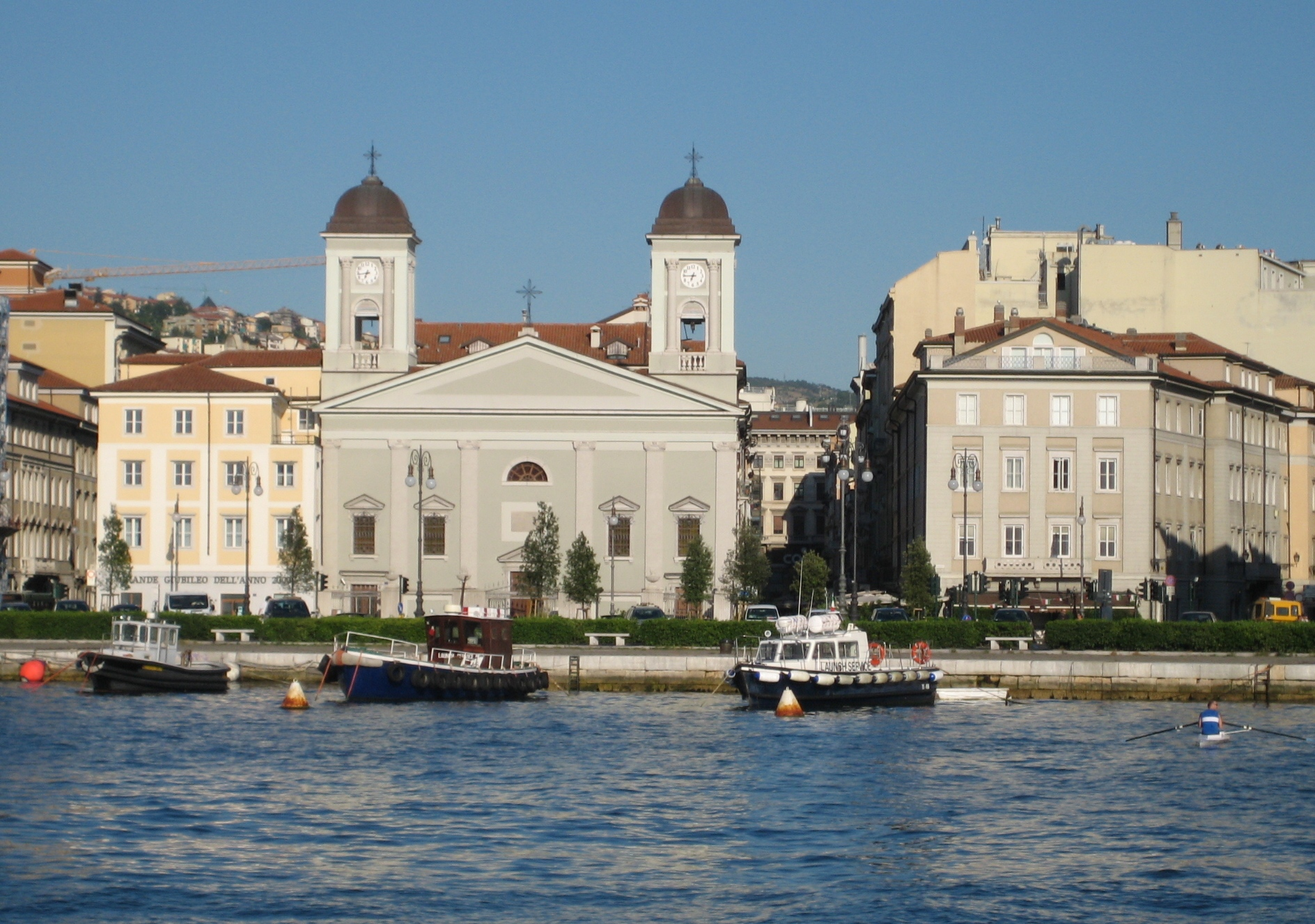
Blick auf das Kaffeehaus an der Uferpromenade (rechts neben der Kirche San Nicolò dei Greci)

Caffè Tommaseo ist das älteste noch betriebene Kaffeehaus in der norditalienischen Stadt Triest. Das 1830 eröffnete Café war eines der Zentren der irredentistischen Bewegung in Triest und ist noch heute ein beliebter Treffpunkt von Triestiner Kaufleuten, Künstlern und anderen Intellektuellen. Das Kaffeehaus befindet sich an der Piazza Tommaseo direkt an der Uferpromenade der Città Nuova.

## Geschichte
Das Gebäude, in dem sich das heutige Caffè Tommaseo befindet, wurde 1824 auf Veranlassen der beiden Händler Felice und Vitale Vivante aus Mantua gebaut. Die Brüder beauftragten den Triestiner Architekten Antonio Buttazzoni mit dem Projekt an der Piazza dei Negozianti, der heutigen Piazza Tommaseo.
1830 nahm Tomaso Marcato aus Padua das Kaffeehaus Caffè Tomaso im Erdgeschoss des Gebäudes in Betrieb. Marcato stattete sein Lokal mit Thonet-Stühlen und Wandspiegeln aus Belgien aus und beauftragte den Friulaner Maler Giuseppe Gatteri (1799–1878) mit der Wanddekoration. Das Café entwickelte sich schnell zu einem beliebten Treffpunkt von Kaufleuten, Künstlern und Intellektuellen. Marcato organisierte zahlreiche Konzerte und Ausstellungen von Malern wie Giuseppe Bernardino Bison. Ferner führte er in seinem Kaffeehaus das Speiseeis in Triest ein.

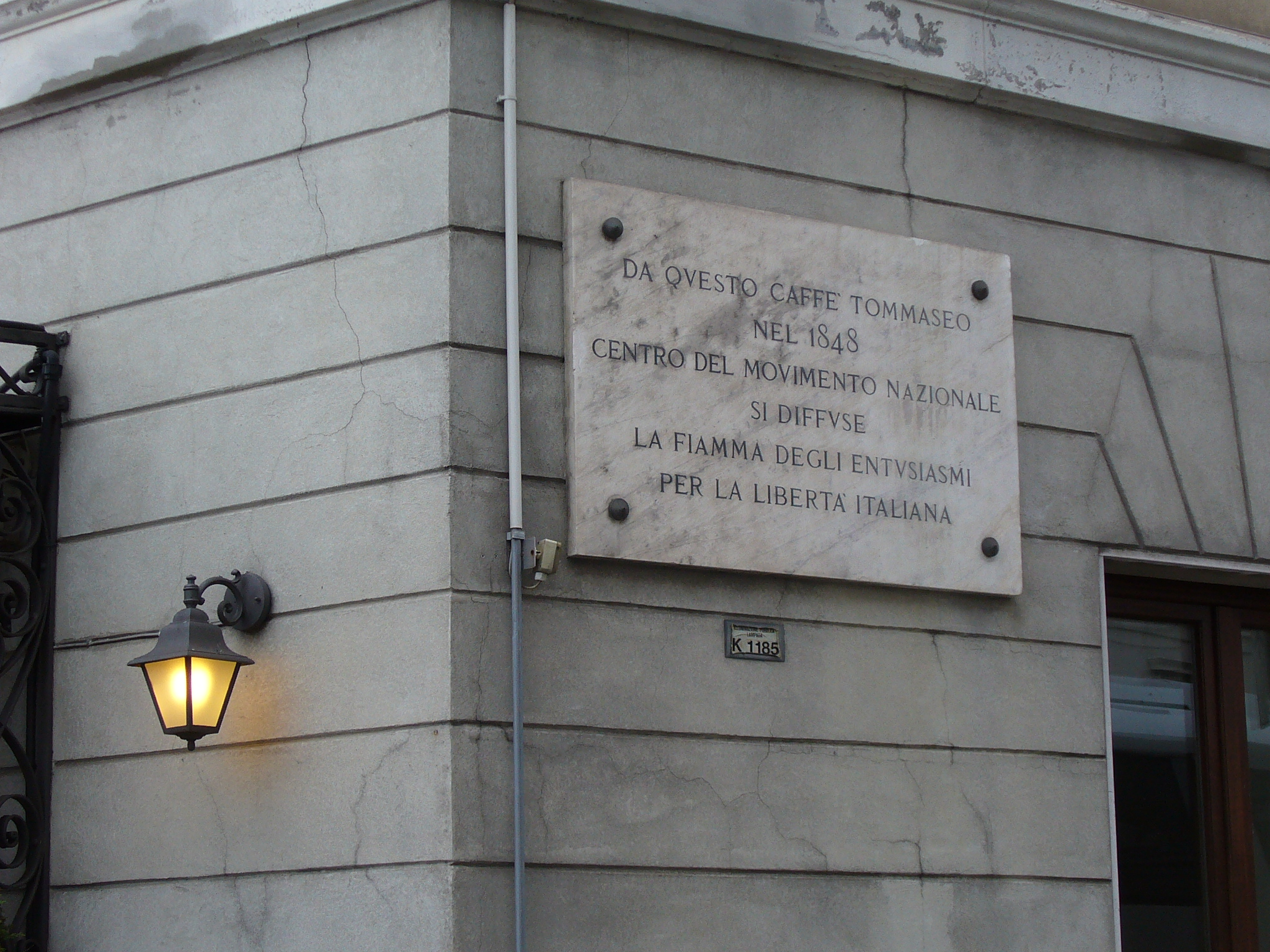
Gedenktafel

1848 wurde das Kaffeehaus zu Ehren des dalmatischen Schriftstellers und Patrioten Niccolò Tommaseo in Caffè Tommaseo umbenannt. In dieser Zeit wandelte sich das Café zu einem Treffpunkt des italienischen Risorgimento in Triest. Eine Gedenktafel, die vom Institut zur Erforschung der Geschichte des Risorgimento (Istituto Nazionale per la Storia del Risorgimento) angebracht wurde, zeugt von der Bedeutung des Kaffeehauses während der italienischen Einheitsbewegung. Auf der Tafel steht:
Da questo Caffè Tommaseo, nel 1848, centro del movimento nazionale, si diffuse la fiamma degli entusiasmi per la libertà italiana.
(Von diesem Caffè Tommaseo, Zentrum der nationalen Bewegung, breitete sich im Jahr 1848 die Begeisterung für die Freiheit Italiens aus.)
Nach der Hinrichtung des Irredentisten Guglielmo Oberdan 1882, dem Höhepunkt der irredentistischen Bewegung in Triest, änderte man den Namen des Kaffeehauses aus Angst vor der Reaktion Österreich-Ungarns wieder in Caffè Tomaso. Erst als die ersten italienischen Truppen am 3. November 1918 in Triest an Land gingen und die Stadt Italien zugesprochen wurde, nannte sich das Kaffeehaus erneut Caffè Tommaseo.
1997 wurden die Räume des Kaffeehauses auf Veranlassung des neuen Besitzers im Zeichen der ursprünglichen Wiener Kaffeehaustradition von Grund auf renoviert und diesbezüglich betrieben. Die ursprüngliche Innendekoration ist weitgehend erhalten geblieben.